# Nagyvárad tér
A Nagyvárad tér Budapest VIII–IX. kerületében található, forgalmas közlekedési csomópont. A Haller utca, az Orczy út és az Üllői út határolja.

## Története
A 19. században Mihálkovics tér volt a neve Mihalkovics Géza anatómus egyetemi tanár után. 1940 óta hívják mai nevén, Nagyvárad város után. (A tér szomszédságában lévő utca most is viseli Mihálkovics nevét.)
A tér melletti Orczy-kert korábban a Ludovika Akadémia udvarát képezte. 1960 körül itt nyitották meg az Asztalos János Ifjúsági Parkot, elsősorban ifjúsági sportolás, úttörőrendezvények, nyári tábor céljára. A Vágóhíd utca torkolatában 1962-ben nyílt meg a népligeti terminálra 2002-ben átköltöztetett helyközi autóbusz végállomás.
1976-ban adták át a Gerlóczy Gedeon, Südi Ernő és Wágner László által tervezett Semmelweis Egyetem elméleti tömbjét (NET). A toronyépület 88 méteres magasságával Budapest egyik legmagasabb épülete. A tetején URH-rádió-állomást létesítettek, ahonnan a Lánchíd Rádió műsorát sugározták. Az épület addig hasznosítatlan, üres területre került.
A Heim Pál Gyermekkórház eredeti főépületét a hetvenes évek során lebontották; akkoriban építették a ma is látható új főépületet.
A téren 1983-ban állították fel Pierre Székely gránitból és bazaltból készült, közel 5 méter magas, Béke című szobrát, amely egy gúla tetején egy madárhoz hasonló alakot formáz, a gúla oldalán pedig a béke szó szerepel számos különböző nyelven.

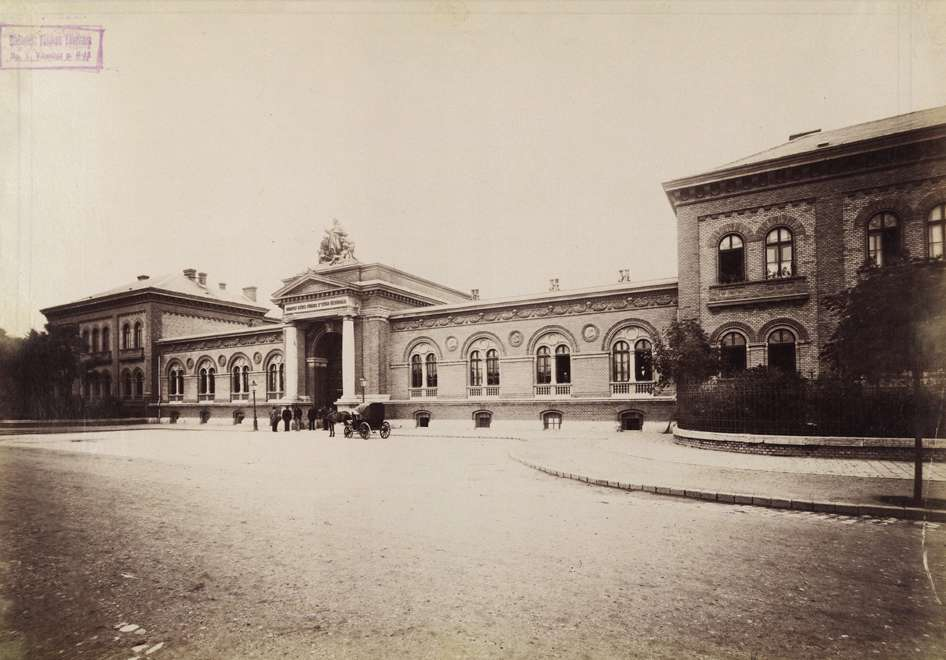
A Szent István Kórház 1900-ban

A téren több egészségügyi létesítmény működik:
- A Semmelweis Egyetem Nagyvárad téri Elméleti Tömbje (NET)
- Szent István Kórház
- Heim Pál Gyermekkórház
- Országos Munka- és Üzem-egészségügyi Intézet

Továbbá a térhez közel található:
- Szent László kórház, Albert Flórián út 5–7. (ma már hivatalosan egyesült a Szent István Kórházzal)
- Nemzeti Népegészségügyi Központ (2018 előtt Állami Népegészségügyi és Tisztiorvosi Szolgálat, ÁNTSZ),[3] Albert Flórián út 2–6.
- Országos Kardiológiai Intézet, Haller utca 29.
- VIII–IX. kerületi orvosi ügyelet, Haller u. 29/A

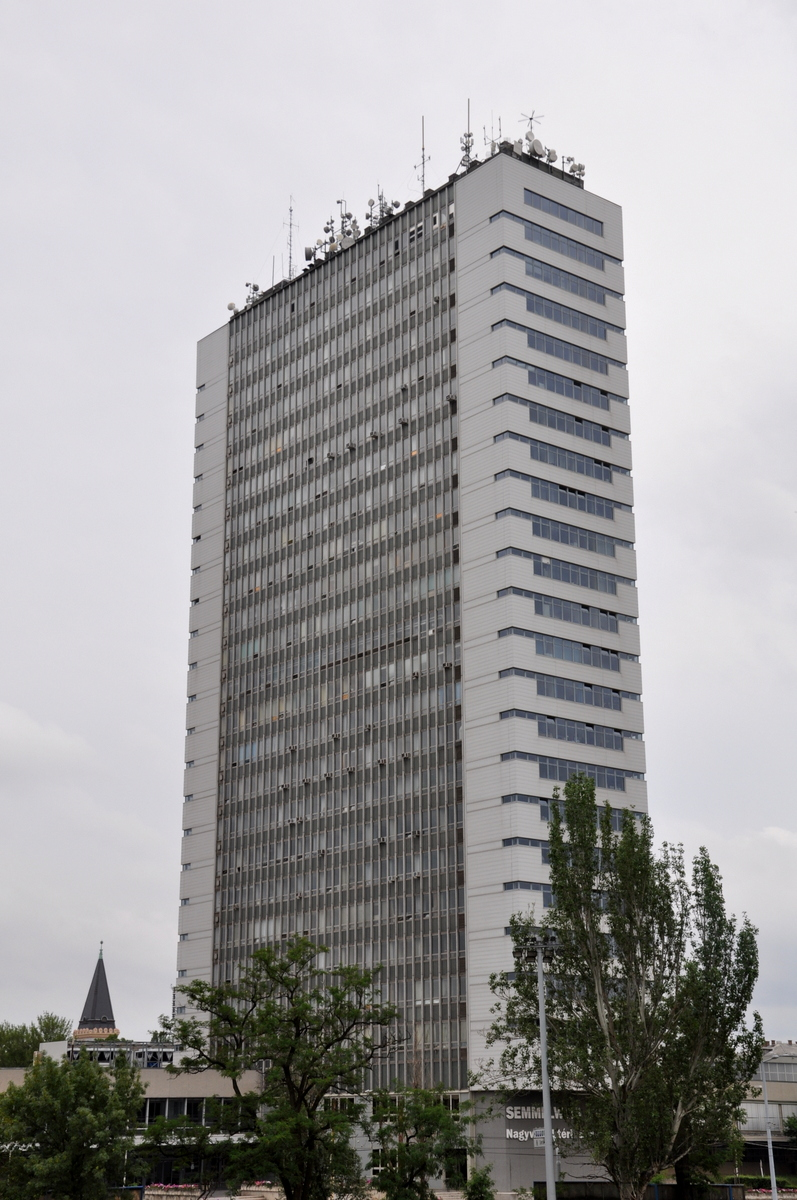
A SOTE Elméleti Tömbje, Budapest egyik legmagasabb épülete a józsefvárosi oldalon van

## A Nagyvárad tér közlekedése a metró építése előtt
A napjainkban a felszínen többnyire autóforgalmat lebonyolító, egyébként csekély gyalogosforgalmú tér a metró építésének kezdetéig a főváros egyik legnagyobb forgalmú közösségi közlekedési csomópontja, állandóan nyüzsgő életű hely volt. A metró és az aluljáró építése évekig tartó hatalmas felfordulást okozott a téren és az Üllői út Határ útig tartó szakaszán. A  buszjáratokat ideiglenes kerülő útvonalakra irányították, a villamossíneket áthelyezték. A metró átadásával a teret érintő járatokat egy villamosjárat, a 24-es kivételével megszüntették. Az alábbiakban a tér tömegközlekedésének 1970-es évi állapota olvasható.

### Utca- és helynevek az 1970-es években
A bekezdésben a járatok, járatszámok, útvonalak, utcanevek a közvetlenül a metró megépítése előtti időszakot, a hetvenes évek elejét tükrözik. 
- Haller utca: Hámán Kató út
- Orczy út: Mező Imre út
- Szent István Kórház: István Kórház
- Szent László Kórház: László Kórház

### Villamosforgalom
Az akkori Marx tértől (ma Nyugati tér) kezdődően a Bajcsy-Zsilinszky út – Kiskörút – Üllői út – Vörös Hadsereg útja (ma Üllői út külső része) vonalon egybefüggő villamoshálózat üzemelt a pestszentlőrinci (korabeli, nevén Pestlőrinc) Béke térig. A belső és külső irányokba közlekedő villamosok végállomása és fordulóhelye a Nagyvárad tér volt. Mind a kifelé, mind a befelé induló villamosok lámpával védett külön hurokvágányokon fordultak. A Nagyvárad tértől befelé az út közepén, kifelé pedig az útpálya két szélső oldalán haladt a villamosforgalom.
A belső városrészről közlekedő villamosok számára három sínpárból álló megálló volt az István (ma Szent István) kórház előtt. Az első sínpár az átmenő 42-es, 52-es és 52A villamosok megállóhelyéül és a 63-as villamos számára leszállóhelyül szolgált. A második és harmadik sínpár a kifelé induló 42A, 50-es, 51-es és 51A villamosok végállomásai voltak.
A Kispest felől közlekedő forgalom megállói a mai, de akkor még nem álló SOTE épület magasságában húzódtak az út szélén. Az első sínpár az átmenő 42-es, 52-es és 52A villamosok számára megállóhelyül, a második sínpár az itt forduló 42A, 50-es, 51-es és 51A járatok számára leszállóhelyül szolgált. A harmadik sínpár az innen befelé induló 63-as villamos felszállóhelye volt.

#### Átmenő villamosjáratok
- 24: keresztirányban, a Vágóhíd utca és a Keleti pályaudvar között közlekedett, az akkori Hámán Kató (ma Haller) és Mező Imre (ma Orczy) utakon érte el a teret. Ez a járat az egyetlen, mely a mai napig közlekedik. A hetvenes években fémvázas régi típusú motorkocsik jártak a vonalon két pótkocsival.
- 42: a Móricz Zsigmond körtértől a kispesti Ady Endre út végéig járt, fémvázas régi motorkocsikkal, egy vagy két pótkocsival.
- 52: a Marx tértől a kispesti Villanytelepig (ma a vasúti sorompó előtti CBA áruház) járt, 3 kocsis UV szerelvényekkel.
- 52A: a Madách tértől a Határ útig közlekedett UV szerelvényekkel.
- 52 (éjszakai): a Nyugati pályaudvar és a Béke tér között közlekedett.

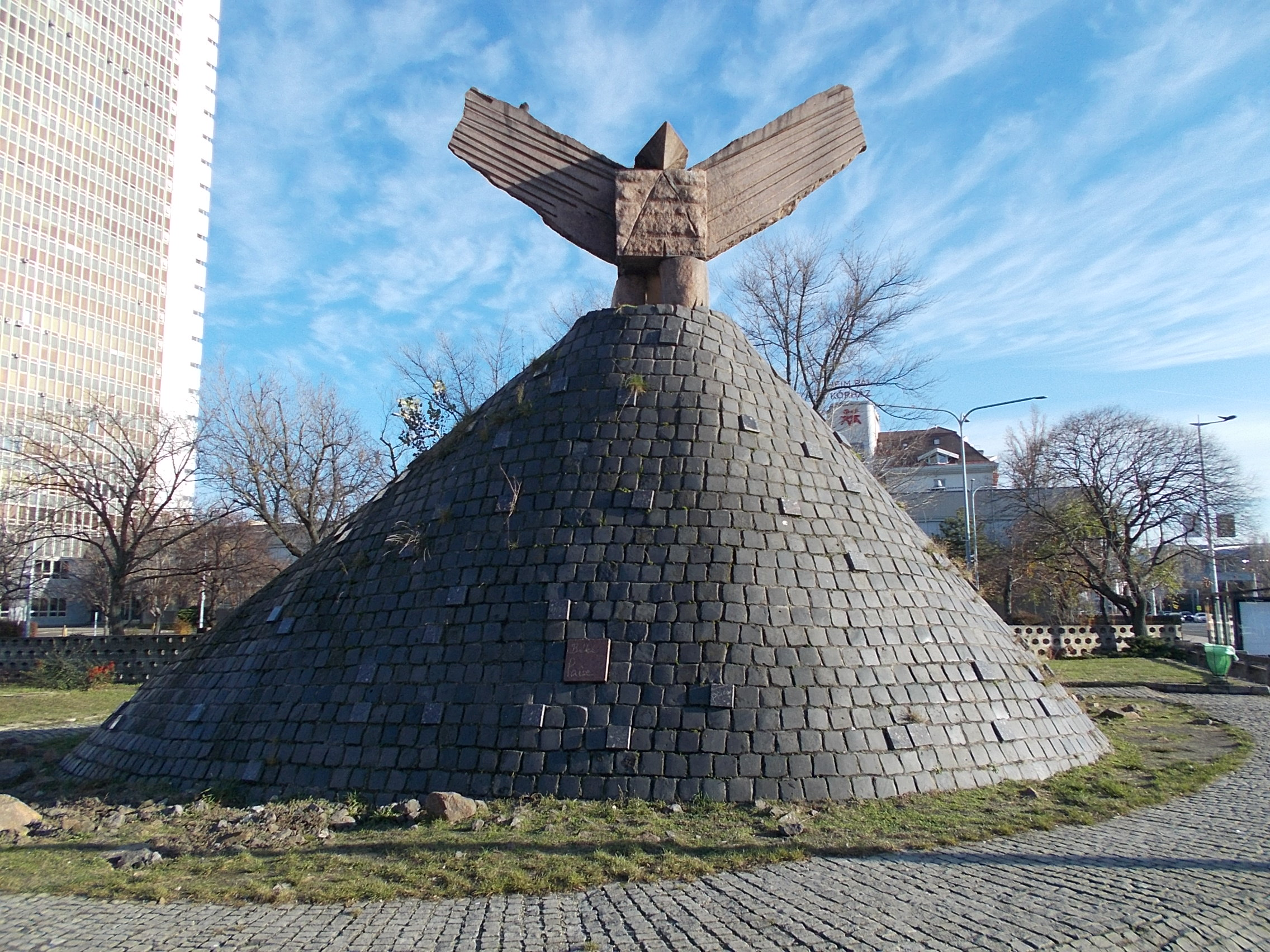
Pierre Székely: Béke (1983) a tér józsefvárosi oldalán

#### Innen induló villamosjáratok
- 25: hosszú és kanyargós útvonalon a Kisföldalatti régi, Állatkert melletti, városligeti végállomásához közlekedett. Végállomása az akkori Hámán Kató út végén, közvetlenül az Üllői út előtt volt, onnan a 24-es villamos vonalán járt, majd a Thököly út irányába fordult. A vonalon a legrégebbi típusú favázas motorkocsi közlekedett, pótkocsi nélkül. A járatot még 1970 előtt lerövidítették az Állatkert – Thököly út szakaszra, majd a troli megépítésével megszüntették.
- 42A: külső irányba, az Ady Endre út végéig  közlekedett régi típusú motorkocsival, egy vagy két pótkocsival.
- 50: a pestszentlőrinci Béke térig járt UV szerelvényekkel.
- 51: az Ecseri útnál jobbra kanyarodva a Nagykőrösi úton Pestszentimréig (korabeli nevén Pestimre) járt. Ezen a vonalon a legrégebbi típusú favázas kockavillamosok közlekedtek ikerszerelvényként..
- 51A: az 51-es villamos vonalán járt a Használtcikk-piacig, motorkocsi + két pótkocsi összeállításban.
- 63: hosszú útvonalon a János (ma Szent János) kórházig közlekedett régi típusú motorkocsival, többnyire egy pótkocsival

### Buszjáratok

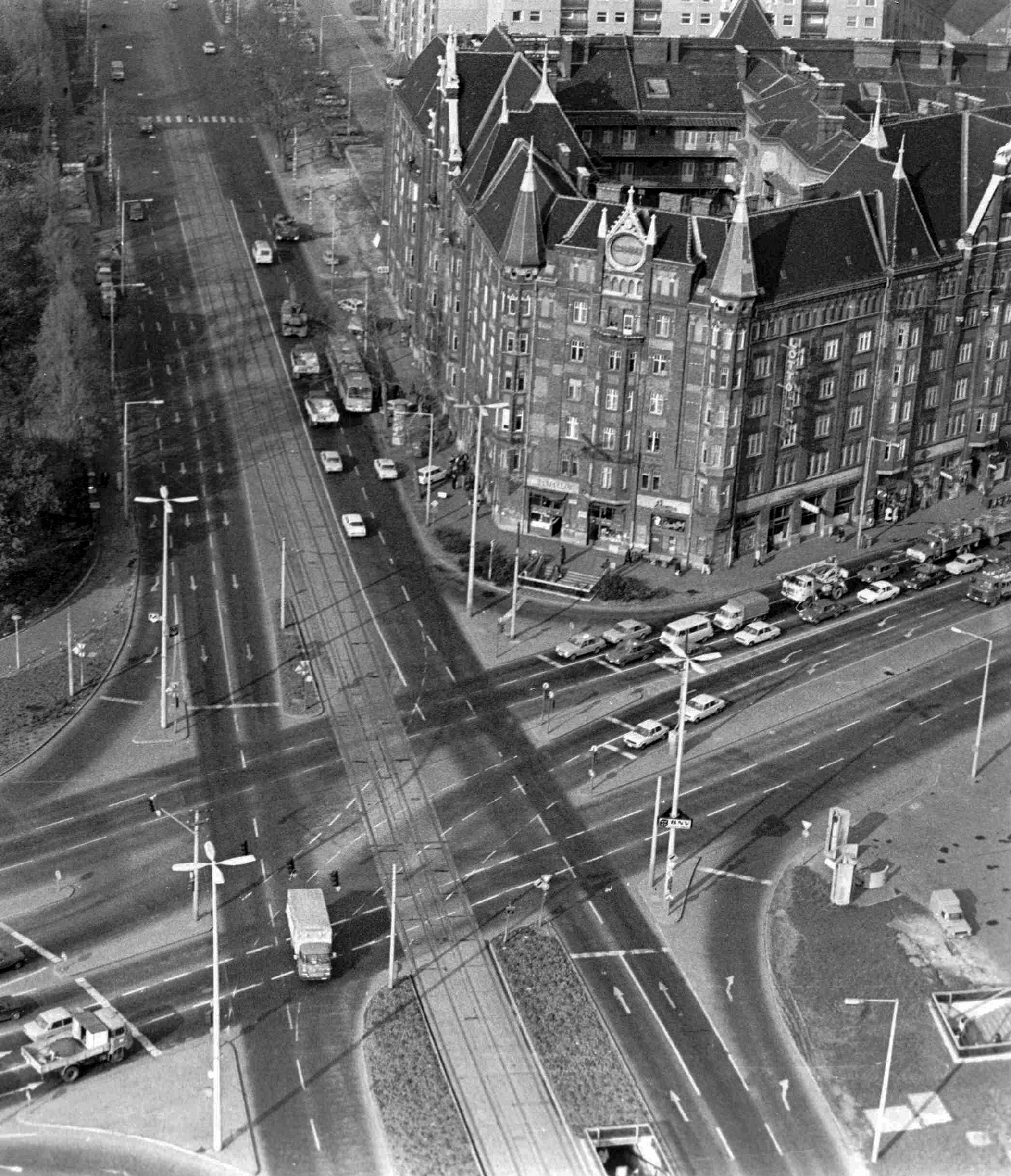
A tér a SOTE tornyából 1979-ben

Nagyméretű, nagyforgalmú, több állásos buszvégállomás volt az Üllői út és akkori Mező Imre, ma Orczy út belső sarkán. 

#### A térről induló buszjáratok
- 6-os buszjárat, a város egyik legfontosabb járata volt, mely Bajcsy-Zsilinszky út – Margit híd irányában közlekedett az óbudai Miklós utcáig.
- 35-ös busz, mely az Üllői út – Vörös Hadsereg útja mentén közlekedett a pestszentlőrinci Béke térig. Gyorsjárata 35-ös jelzéssel közlekedett ritkább megállási renddel.
- 93-as buszjárat, mely a 35-ös vonalán ment, majd a pestszentlőrinci strandnál balra fordulva a repülőtérig közlekedett.
- „F” buszjárat, mely időszakosan a Gyáli úti kórháztól a Nagyvárad térig közlekedett, de csak a hatvanas évek elejéig.

#### Átmenő buszjáratok
- 33-as buszjárat, keresztirányban a Drégely utcától az újlipótvárosi Dráva utcáig közlekedett.
- 39-es buszjárat, a város leghosszabb távú és menetidejű járata volt, mely a József Attila-lakótelep építésétől kb. 1973-ig közlekedett a budai Dániel útig. A járatot „városnéző járatnak” becézték. A forgalom növekedése és a menetidő tarthatatlansága miatt szüntették meg.
- 89-es buszjárat, az Aszódi-úti lakóteleptől a Naphegy térig közlekedett. A 39-es és 89-es busz a térnél egyaránt befordult a Mező Imre útra, onnan a Mátyás tér irányából érték el a Rákóczi utat.
- „J”, majd 81-es buszjárat, a József Attila-lakótelepről a Madách térig közlekedett. Kezdetben J névvel csak hétköznap és csak a reggeli és délutáni csúcsforgalomban közlekedett, majd a 39-es busz megszüntetése után 81-es állandó járat lett belőle a metró átadásig. A „J” járat időszakos mivolta miatt a József Attila-lakótelepen helyi szólássá vált a „Jé, megjött a Jé”.
- Az Engels térről az Üllői úton dél felé közlekedő távolsági buszok és a repülőtéri Volán gyorsjárat is áthaladtak a téren, mindkét irányban megállójuk volt a SOTE épület vonalában.

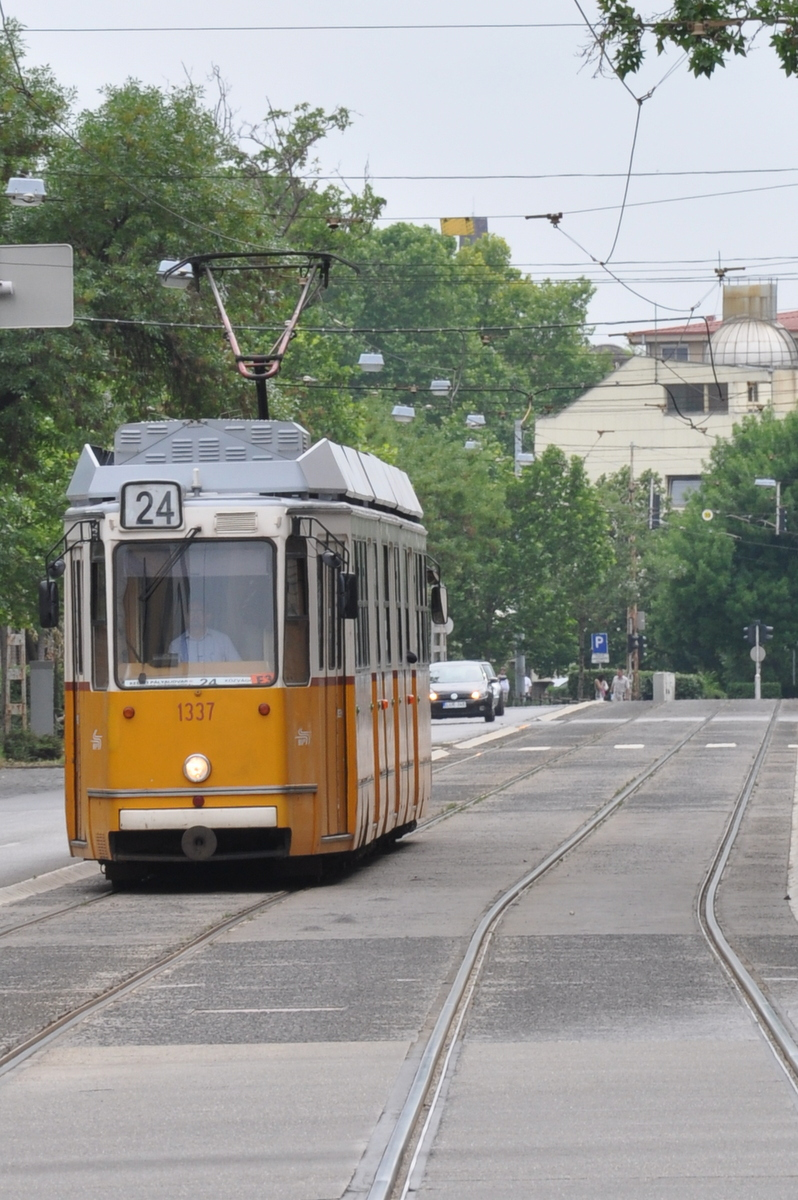
A 24-es villamos érkezik a Haller utcában, az Üllői úti kereszteződés előtt

### A metró építése miatti változások
A metró építése alatt több járatot időlegesen más útvonalra tereltek, a szakaszos építés során folyamatosan, többnyire rövid életű változások történtek. Miután 1976-ban átadták a 3-as metró első szakaszát a Nagyvárad tér és a Deák Ferenc tér között, az Üllői út belső irányába tartó felszíni tömegközlekedés megszűnt. 1980-ban a Nagyvárad tér – Kőbánya-Kispest metrószakasz átadásával a busz- és villamosközlekedés a Határ úttól beljebb eső szakaszon is megszűnt, a villamos-végállomásokat a Határ útra helyezték át. Napjainkra mindössze két villamosjárat, a 23-as és a 24-es emlékeztet a régi időkre. Az egykor nyüzsgő tér pedig nagy forgalmú autókereszteződésből, a kórház külső autóparkolójából az előtte elhelyezkedő elhanyagolt parkból áll.

## Napjaink tömegközlekedése
A térnél található az M3-as metró állomása, valamint a 23-as és a 24-es villamos, illetve a 281-es busz megállóhelye. Az éjszakai órákban a 914-es, 914A, 950-es és 950A busszal érhető el.